# Howard Garfinkel
Howard Morris Garfinkel (New York, 1º agosto 1929 – New York, 7 maggio 2016) è stato un dirigente sportivo statunitense, membro del Naismith Memorial Basketball Hall of Fame dal 2021.

## Biografia
Cofondatore del "Five-Star Basketball Camp", è riconosciuto come uno degli innovatori del sistema di "scouting" dei giocatori delle high school. Nel 1965 creò l'"High School Basketball Illustrated", il primo report di giocatori liceali statunitensi.
Nel 2021 è stato inserito fra i membri del Naismith Memorial Basketball Hall of Fame in qualità di contributore.